# 甲宗八幡神社
甲宗八幡神社（こうそうはちまんじんじゃ）は、福岡県北九州市門司区にある神社。通称は甲宗八幡宮。江戸時代までは「門司社（甲宗社）」、「門司八幡宮（門司関八幡宮）」とも呼ばれた。旧社格は県社で、現在は神社本庁の別表神社である。

## 祭神
第一殿に応神天皇、第二殿に神功皇后、第三殿に宗像三女神（市寸島比売命・多紀理比売命・多紀津比売命）を祀る。

## 歴史
貞観元年（859年）、大和国（奈良県）大安寺の僧侶であった行教が宇佐八幡宮に参籠した折、「八幡神が王城を鎮護する」という神託が降ったため、翌貞観2年（860年）、清和天皇は太宰大弐・清原岑成を勅使として派遣し、八幡神を山城国（京都府）男山へ遷座する（後の石清水八幡宮）事となった。その途次、勅使一行が門司関にて霊峰と崇められていた筆立山の山麓に駐留すると、上空に瑞雲がたなびき八流の幡を天降すという瑞兆が現れ、行教は「大神の出現疑うべからず」と朝廷に上奏し、この瑞兆を喜んだ清和天皇の勅願によりこの地に八幡神を分祀し、併せて神功皇后着用の甲（かぶと）を奉斎して創建されたのが始まりとされる。
以来、交通の要所である門司関の守護神として、平安時代末期においては寿永4年（1185年）に起こった壇ノ浦の戦いでは鎌倉方の大将である源範頼が参詣し重藤弓を奉納して必勝を祈願し、その戦勝後には副将で弟である源義経とともに社殿を造営したと伝わる。鎌倉時代に入ると門司一帯を所領とした門司氏が氏神とし、門司六ヶ郷（楠原・柳・大積・伊川・吉志・片野）の総社的な扱いを受け、南北朝時代初期の建武3年（1336年）には多々良浜の戦いに戦勝した足利尊氏より社殿造営および社領を寄進される等、武門の崇敬はますます高まった。室町戦国時代においても西国の大名大内氏より代々篤い崇敬を受け、大内義興・義隆・義長三代にわたって社領が寄進され、また大内氏の滅びた後に中国最大の大名となった毛利元就によっても社殿が造営されている。
近世に入ると社地は小倉藩に属し、細川氏、その後に小笠原氏の尊崇を受けた。特に小笠原藩政時代には藩内守護社（豊城鎮護社）の首座として歴代小倉藩主より重んじられ、例年の幣帛奉献はもちろん度々社殿造営および社領寄進が行われた。しかしながら幕末の第二次長州征討の際、小倉藩内へ侵略した長州兵により本殿を焼き払われ神宝等も略奪の憂き目にあった。
明治元年（1868年）、毛利元徳により本殿が再建され、拝殿が小倉藩造、本殿が長州藩造の越境型社殿となる。その後、明治5年（1872年）に郷社に列し、大正11年（1922年)には県社に昇格した。この間、門司港が全国有数の港町として発展したこともあり、大規模造営を行い、社殿・社務所の他に楼門・廻廊・奉幣殿・絵馬殿を備える県下有数規模の神社となったが、昭和20年（1945年）6月の門司を襲った空襲で全てを焼失した。
戦後、昭和33年（1958年）に神社の再建がなされ、神社本庁別表神社に列した。

## その他

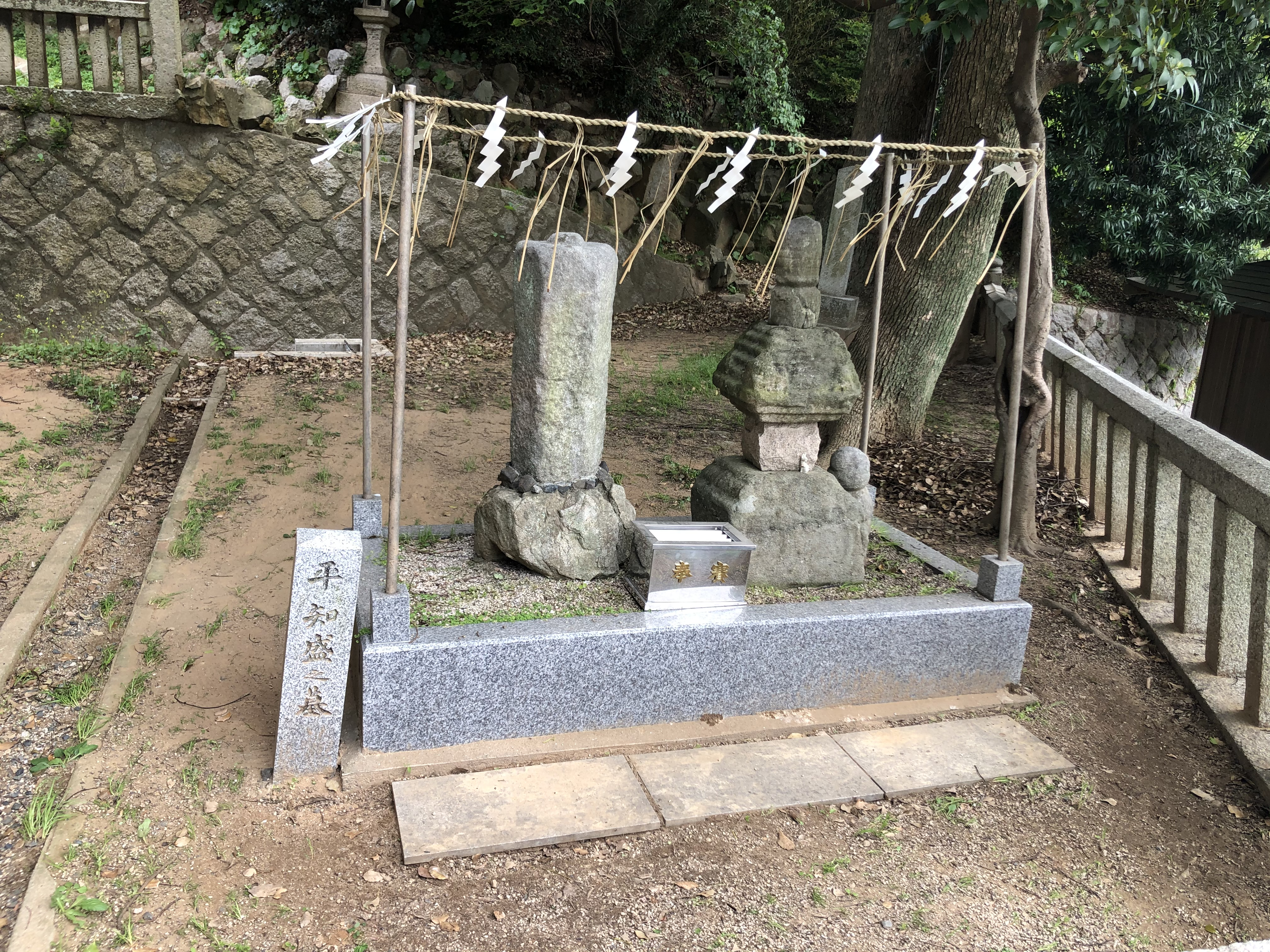
平知盛墓（左）同供養塔（右）

- 特殊神事として50年に1度の式年大祭で神体（伝・神功皇后着用甲）の拝観が行われる。前々回は1958年（昭和33年）、前回は2008年（平成20年）に執り行われた。次回は2058年予定。
- 門司区でも最大の氏子区域を持つ神社として知られるが、本来の氏子区域はさらに広大で、小笠原時代以降に定められた氏子区域は、恒見地区を除く門司区全域、および小倉北区の足立・古船場町・馬借町・上城野水町周辺など、概ね現在の北九州市の紫川以東の地域に相当する。

- 境内には壇ノ浦の戦いで入水した平知盛の墓と伝えられる石塔がある。合戦後に流れ着いた知盛の遺体を里人が哀れみ、八幡宮が鎮座する筆立山の山中供養したのが始まりといわれる。戦後に境内地に移され今に至る。

- 2010年（平成22年）1月16日、2011年（平成23年）1月15日にJ2リーグのギラヴァンツ北九州が必勝祈願を行なった[1] [2]。以降毎年選手が必勝祈願に参拝する。

## 神宝
- 伝・神功皇后着用甲（神体）

- 甲宗八幡宮文書（足利尊氏・大内義興・大内義隆文書等）